# Forêt nationale de Flathead
Pour les articles homonymes, voir Flathead.
La forêt nationale de Flathead (en anglais  Flathead National Forest) est une forêt nationale des États-Unis d'Amérique s'étendant sur près de 9 300 km2 dans l'État du Montana. Elle se situe sur le Continental Divide. Flathead est le nom anglais donné aux amérindiens Têtes-Plates qui vivaient dans cette région. Près de 4 000 km2 de la forêt sont classés réserve sauvage (Wilderness).
La forêt est située dans les montagnes Rocheuses et l’altitude varie de 1 400 à 2 600 m. Elle abrite 250 espèces animales et 22 espèces de poissons. Le grizzli, le lynx, le pygargue à tête blanche, la truite à gorge coupée et le loup gris en sont quelques exemples.

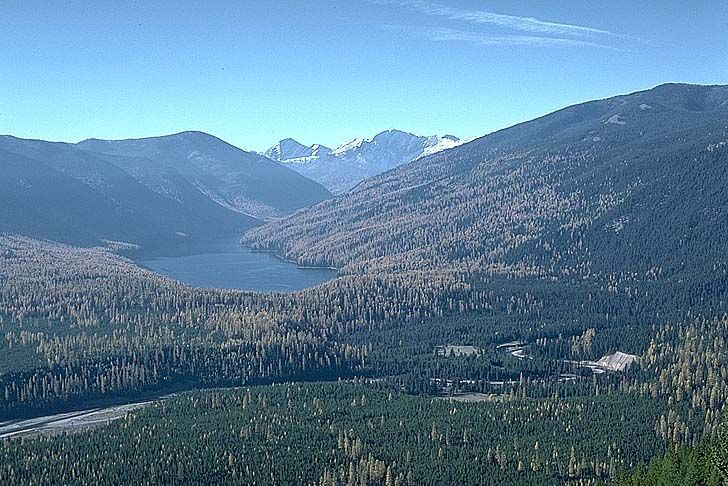
Forêt nationale de Flathead.

La forêt est bordée par le parc national de Glacier, le Canada, la forêt nationale de Lewis et Clark, la forêt nationale de Lolo et la forêt nationale de Kootenai.
Dans les parties non classées en réserves sauvages, l'exploitation forestière et l’élevage du bétail sont autorisés. Des stations de sport d'hiver pour skier sont également présentes. En outre, la forêt possède 2 700 km de routes et 4 800 km de sentiers. Il existe 34 campements à travers la forêt.